# Skarbnicy brytyjskiej Partii Pracy
Skarbnik Partii Pracy (en. Treasurer of the Labour Party), stanowisko w Narodowym Komitecie Wykonawczym Partii Pracy, odpowiedzialne za partyjne finanse.
Lista Skarbników
- 1904–1912 : Arthur Henderson
- 1912–1929 : Ramsay MacDonald
- 1929–1936 : Arthur Henderson
- 1936–1943 : George Lathan
- 1943–1954 : Arthur Greenwood
- 1954–1956 : Hugh Gaitskell
- 1956–1960 : Aneurin Bevan
- 1960–1964 : Harry Nicholas
- 1964–1967 : Dai Davies
- 1967–1976 : James Callaghan
- 1976–1981 : Norman Atkinson
- 1981–1983 : Eric Varley
- 1983–1984 : Albert Booth
- 1984–1992 : Sam McCluskie
- 1992–1996 : Tom Burlison
- 1996–2001 : Margaret Prosser
- 2001–2004 : Jimmy Elsby
- 2004 - : Jack Dromey